# Fanfares
Ne doit pas être confondu avec Fanfares, album de GoGo Penguin.
Pour l’article homonyme, voir Fanfares (homonymie).
 (février 2018).
Si vous disposez d'ouvrages ou d'articles de référence ou si vous connaissez des sites web de qualité traitant du thème abordé ici, merci de compléter l'article en donnant les références utiles à sa vérifiabilité et en les liant à la section « Notes et références ».
Albums de Alexandra Roos
Quand à Tokyo un papillon bat des ailes
(2000) Huit de pique
(2007)
Fanfares est le troisième album de la chanteuse française Alexandra Roos, sorti en 2004.
Ce disque, entre folk et musiques mexicaines, country et pop rock, contient deux titres en anglais. Il est enregistré par l'ingénieur du son et producteur américain Craig Schumacher (en),.

## Liste des titres
| 1.    | Glingues                                | 4:13 |
| 2.    | M'faut des dimanches                    | 3:56 |
| 3.    | La Danseuse de samba                    | 4:24 |
| 4.    | Le ventre à l'air                       | 4:07 |
| 5.    | Deux pas à l'envers                     | 4:25 |
| 6.    | Ringing Bareling                        | 2:53 |
| 7.    | Joy                                     | 2:43 |
| 8.    | Une ville tout entière                  | 3:15 |
| 9.    | Leaf Song                               | 4:27 |
| 10.   | Il est tombé du ciel                    | 4:12 |
| 11.   | La Rengaine à Béguins                   | 3:01 |
| 12.   | On aura un chien                        | 3:17 |
| 13.   | La femme qui ne trouvait pas le sommeil | 4:27 |
| 14.   | Joy (Instrumental)                      | 3:17 |
| 52:37 |                                         |      |